# Szandai Mátyás
Szandai Mátyás (Balassagyarmat, 1977. május 14. − 2023 augusztus) magyar nagybőgőművész, dzsesszzenész.

## Élete és pályafutása
A Liszt Ferenc Zeneakadémia nagybőgő szakán végzett, ahol Járdányi Gergely volt az oktatója. 16 évesen kezdett el különféle dzsesszzenekarokkal együttműködni. Játszott a Czirják Csaba Quartettel, a Tűzkő Csaba Szeptettel, és a Balázs Elemér Grouppal, mellyel két lemezt adott ki.
1996-ban a Dresch Mihály Quartet tagja lett, akikkel négy lemezt adott ki. További zenekarai voltak például a Bacsó Kristóf Quartett, a Tóth Viktor Tercett, a Szabó Dániel Trió, az Oláh Kálmán Szextett és a Dés András Trió.
Játszott továbbá olyan külföldi zenészekkel, mint Archie Shepp, David Murray, Herbie Mann, Chico Freeman, Rosario Giuliani, Charlie Mariano, Hamid Drake, William Parker, Rob Brown, Kurt Rosenwinkel, Gerard Presencer, Chris Potter, Flavio Boltro vagy Zbigniew Namysłowski.
A dzsessz szinte minden irányzatát képviselte, játszott népzenei ihletésű formációkkal és kortárs hangvételű produkciókkal egyaránt. A Gramofon magazin év dzsesszlemeze díját kétszer kapta meg olyan lemez, amelyen közreműködött (Dresch Mihály Quartet: Egyenes zene, 2004; Tóth Viktor: Climbing with Mountains, Hamid Drake-kel, 2007).
A halála előtti években Párizsban élt és dolgozott.